# Giải âm
Giải âm (chữ Hán: 解音) là một loại phương pháp dịch những tác phẩm viết bằng Hán văn sang tiếng Việt văn học. Những bản dịch này có thể đa dạng về quy mô, từ những chú giải ngắn giải thích từng từ, cụm từ riêng lẻ đến những bản dịch toàn vẹn, được chuyển thể hoàn chỉnh cho độc giả Việt Nam. Các tác phẩm được giải âm bao gồm cả kinh điển Trung Hoa, như Luận ngữ (Luận ngữ uớc giải; 論語約解), lẫn văn học Hán văn bản địa của Việt Nam, chẳng hạn Truyền kỳ mạn lục (Tân biên Truyền kỳ mạn lục tăng bổ giải âm tập chú; 新編傳奇漫錄增補解音集註).

## Từ nguyên học
Từ giải âm (解音) có nghĩa là 'giải thích âm đọc'; là thuật ngữ chỉ việc dịch văn bản Hán văn sang tiếng Việt văn học với đặc trưng bảo lưu cú pháp gốc của nguyên tác Hán văn, đồng thời thay thế từng chữ Hán bằng từ/cụm từ tương đương trong tiếng Việt.

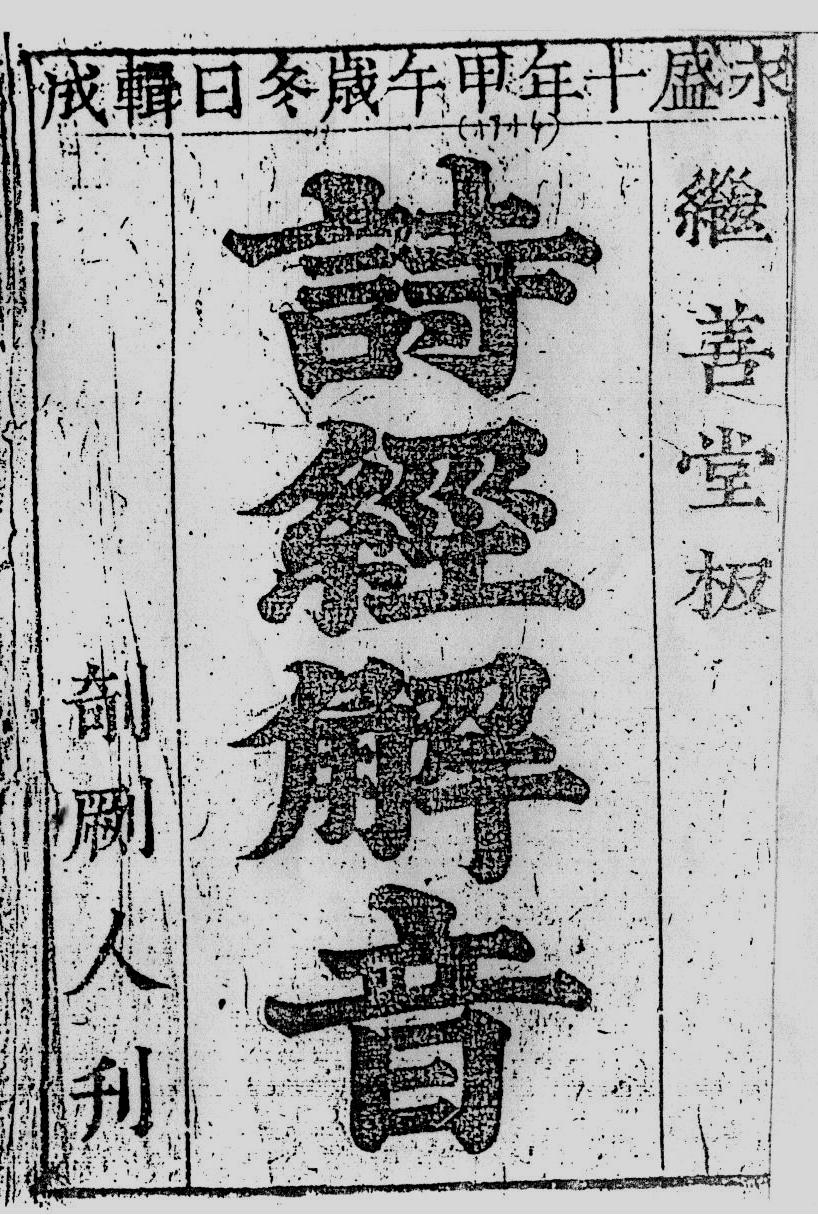
Bìa sách Thi kinh giải âm (詩經解音), bản in năm 1714 niên hiệu Vĩnh Thịnh đời Lê trung hưng.

Âm (音) là cách rút gọn của quốc âm (國音) – thuật ngữ dùng để chỉ tiếng Việt trong các văn bản Hán Nôm thời kỳ phong kiến. Quốc ngữ (國語) cũng được dùng để chỉ tiếng Việt, nhưng dưới thời Pháp thuộc, nghĩa này chuyển sang chỉ bảng chữ Quốc ngữ (chữ Latinh) thay vì chữ Nôm.
Các bản dịch văn bản có thể được gọi bằng nhiều thuật ngữ, bao gồm:
- giải âm (解音)
- diễn âm (演音)
- ước giải (約解)

Một thuật ngữ liên quan khác, giải nghĩa (解義), có nghĩa đen là 'giải thích ý nghĩa', chỉ các bản dịch ưu tiên truyền đạt nội dung văn bản thay vì tuân thủ trật tự từ gốc. Cách tiếp cận này nhấn mạnh vào ý nghĩa ngữ nghĩa của nguyên văn.
- giải nghĩa (解義)
- diễn nghĩa (演義)
- thích nghĩa (釋義)

## Lịch sử
Văn bản song ngữ Việt Nam cổ còn tồn tại sớm nhất là Phật thuyết đại báo phụ mẫu ân trọng kinh (佛說大報父母恩重經), có niên đại thế kỷ XV. Văn bản này bao gồm bản dịch tiếng Việt cổ đặt cạnh nguyên tác Hán văn. Bản dịch tiếng Việt sử dụng từ vựng cổ và các đặc điểm ngôn ngữ đặc trưng của giai đoạn này, cung cấp góc nhìn quý giá về sự phát triển của tiếng Việt thời kỳ đó.
Một tác phẩm dịch thuật đáng chú ý khác là Quốc ngữ thi nghĩa (國語詩義; 1396) của Hồ Quý Ly (胡季犛; 1336–1407), bản dịch tiếng Việt của Kinh Thi (詩經). Tác phẩm này đã thất truyền trong thời kỳ Bắc thuộc lần thứ tư.
Trích đoạn về tác phẩm của Hồ Quý Ly trong Đại Việt sử ký toàn thư (大越史記全書):
十一月、季犛作國語詩義幷序、令女師教后妃及宮人學習、序中多出己意、不從朱子集傳。Thập nhất nguyệt, Quý Ly tác Quốc ngữ Thi nghĩa tịnh tự, lệnh nữ sư giáo hậu phi cập cung nhân học tập, tự trung đa xuất kỷ ý, bất tòng Chu Tử tập truyện.Tháng mười một, Quý Ly làm sách Quốc ngữ Thi nghĩa và bài tựa, sai nữ sư dạy hậu phi và cung nhân học tập. Bài tựa phần nhiều theo ý mình, không theo tập truyện của Chu Tử.— Đại Việt sử ký toàn thư 大越史記全書, quyển 8 卷之八

Các tác phẩm tiếp tục được dịch sang tiếng Việt xuyên suốt triều Nguyễn, với những ví dụ tiêu biểu như:
- Thượng dụ huấn điều sao bản giải âm (上諭訓條抄本解音; 1834) - Bản giải âm của Huấn địch thập điều (訓迪十條), mười điều giáo huấn đạo đức và kỷ cương do Hoàng đế Minh Mạng (明命).
- Chư kinh diễn âm (諸經演音; 1900) - Bản diễn âm dịch một số kinh Phật như Phật thuyết Kinh A Di Đà (佛說阿彌陀經), Kinh Nhân Quả (因果經), v.v.

Lời tựa của Chu dịch quốc âm ca quyết (周易國音歌訣; 1815) viết rằng,

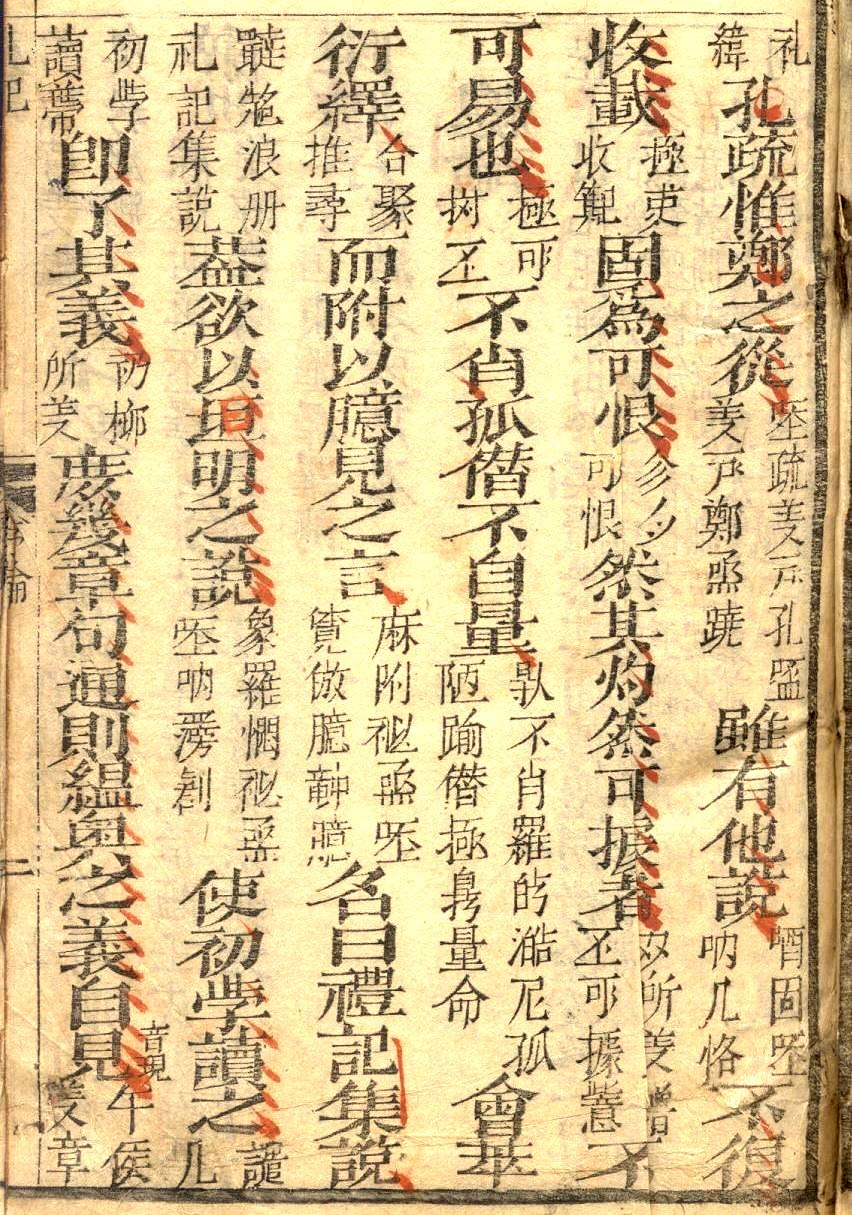
Một trang từ quyển một của sách Lễ ký đại toàn tiết yếu diễn nghĩa 禮記大全節要演義.

…我越之與諸華。學同而音異。老儒先生。往往演爲國音。取便初學。如詩經解義。固已行於世矣…余故曰訓詁之流也…今聖明在上。治教方隆。公卿大夫皆貴文學。大學衍義。與集史繤要諸書。次第印行。而是書繼之... ...Ngã Việt chi dữ chư Hoa, học đồng nhi âm dị. Lão Nho tiên sinh, vãng vãng diễn vi quốc âm. Thủ tiện sơ học. Như Thi kinh giải nghĩa, cố dĩ hành ư thế hĩ ... Dư cố viết huấn cổ chi lưu dã ... Kim thánh minh tại thượng. Trị giáo phương long. Công khanh đại phu giai quý văn học. Đại học diễn nghĩa. Dữ Tập sử toản yếu chư thư. Thứ đệ ấn hành. Nhi thị thư kế chi...
...Nước Việt ta với nước Hoa, học thì giống mà phát âm thì khác. Các Lão Nho tiên sinh, thường dịch ra quốc âm. Để tiện lợi cho người mới học. Như quyển Thi kinh giải nghĩa thì đã lưu hành rộng rãi trong đời vậy ... Ta vậy nói rằng sách này thuộc loại huấn cổ ... Nay thánh minh ngự trị, trị dạy đang thịnh. Công khanh, đại phu đều coi trọng văn học. Các sách như Đại học diễn nghĩa và Tập sử toản yếu lần lượt được khắc in. Sách này cũng nối tiếp theo sau...— Phạm Lập Trai 范立齋, Chu dịch quốc âm ca quyết 周易國音歌訣, tựa 序

Lời tựa của Tứ thư ước giải (四書約解) do Lê Quý Đôn (黎貴惇) soạn cũng viết rằng, ngôn ngữ nói của Việt Nam và Trung Hoa khác biệt nên việc dịch thuật là cần thiết:
…况我國音語又與中國不同、教之尤有難者。是故先代師儒、演方土之音為四書約解、增補大全備旨、豪釐秒忽無所不用其力焉... ...Huống ngã quốc âm ngữ hựu dữ Trung Quốc bất đồng, giáo chi vưu hữu nan giả. Thị cố tiên đại sư Nho, diễn phương thổ chi âm vi Tứ thư ước giải,  tăng bổ đại toàn bị chỉ, hào li miểu hốt vô sở bất dụng kỳ công lực yên...
...Huống hồ, tiếng quốc âm nước ta lại khác với Trung Quốc, việc dạy dỗ lại càng khó. Vậy nên các bậc tiên Nho mới diễn ra âm bản địa làm bộ Tứ thư ước giải tăng bổ đại toàn bị chỉ, để tâm sức tới cả những điều nhỏ bé nhất...— Lê Quý Đôn 黎貴惇, Tứ thư ước giải 四書約解, tựa 序

## Ví dụ
Ví dụ về chú giải bình dân đơn giản có thể tìm thấy trong Tam thiên tự giải âm (三千字解音). Trong văn bản này, các chữ Hán được sắp xếp thành câu thơ bốn chữ, với từ tương đương bằng chữ Nôm được chú thích bằng cỡ chữ nhỏ hơn bên cạnh.
天𡗶
thiêntrời
地坦
địađất
舉拮
cửcất
存群
tồncòn
子𡥵
tửcon
孫𡥙
tôncháu
六𦒹
lụcsáu
三𠀧
tamba
Để so sánh, các bản dịch toàn vẹn như bản dịch trong Lễ ký đại toàn tiết yếu diễn nghĩa (禮記大全節要演義), một bản dịch tiếng Việt của Lễ Ký (禮記),
寡人
Quả nhân
ta
聞
văn
nghe
之
chi
đấy
"Ta nghe điều đó"
几𠃝德
Kẻ ít đức
Người có ít đức
尼
này
này
𠻵
mắng
nghe
㗂
tiếng
tiếng
蒂
đấy
đấy
"Quả nhân này nghe được tiếng đấy"
Trong ví dụ này, thuật ngữ Hán văn 寡人 (từ khiêm xưng của 'ta'; nghĩa đen: 'người có ít [đức]') được dịch sang tiếng Việt là 几𠃝德 (kẻ ít đức). Phần còn lại của câu được dịch bằng từ tương đương. Câu Hán văn viết: '寡人聞之' ('Quả nhân văn chi' – 'Ta nghe điều đó'), trong khi câu tiếng Việt viết: '几𠃝德尼𠻵㗂蒂' ('Kẻ ít đức này mắng tiếng đấy' – 'Quả nhân này nghe được tiếng đấy').

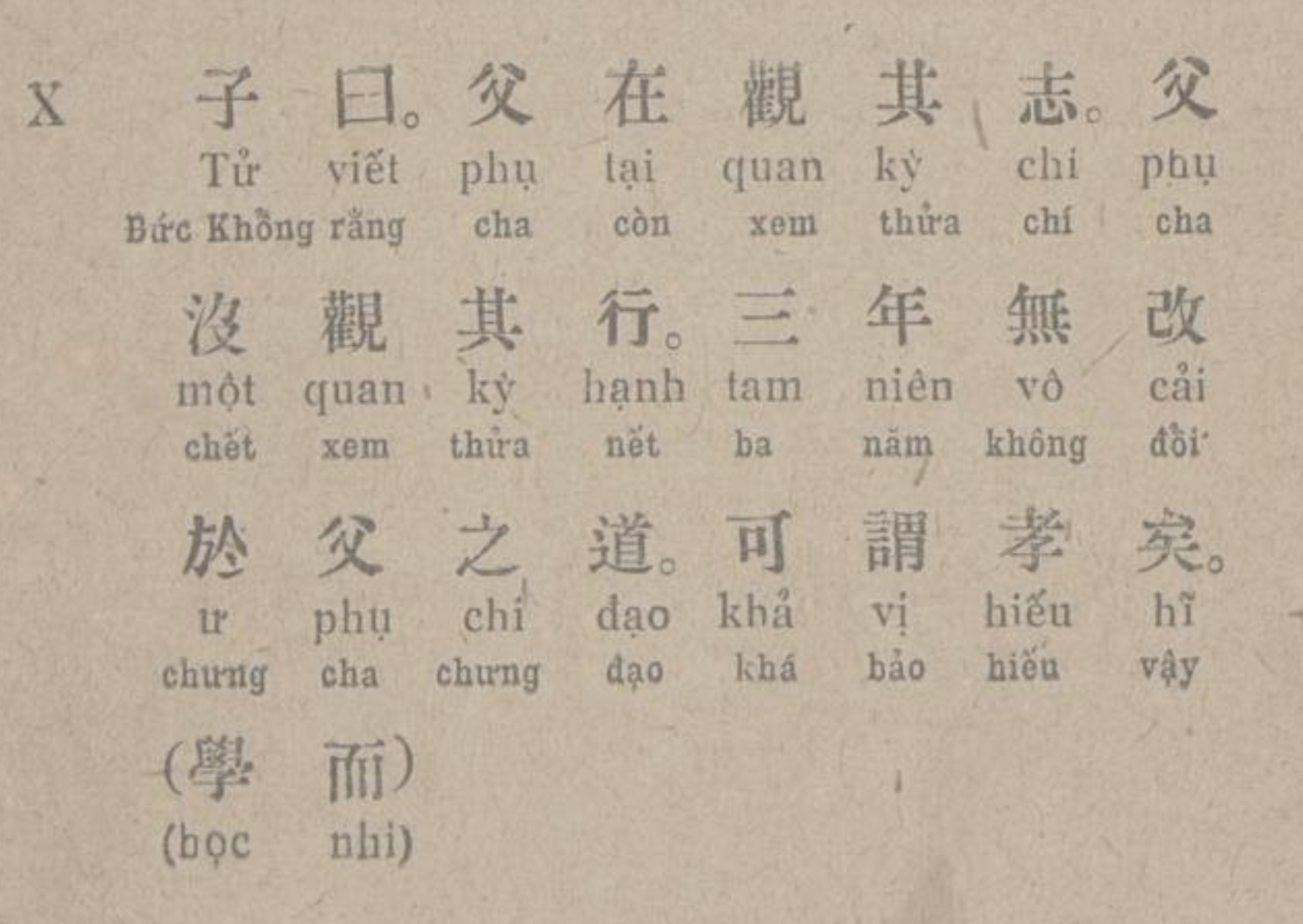
Một bản dịch hiện đại của Luận ngữ từ Luân ngữ loại ngữ (1927). Các từ chưng và thửa vẫn có thể thấy được dùng để dịch các từ 之 và 其.

Cũng có một câu nổi tiếng từ Hiếu Kinh (孝經):
身體
Thân thể
Thân thể
髮
phát
tóc
膚、
phu,
da
受
thụ
nhận
之
chi
đó
父母、
phụ mẫu,
cha mẹ
不
bất
không
敢
cảm
dám
毀
huỷ
huỷ hoại
傷、
thương,
thương
孝
hiếu
hiếu thảo
之
chi
POSS
始
thuỷ
đầu tiên
也。
dã.
STV
"Thân thể, tóc, da của ta có từ cha mẹ, nên không dám làm tổn thương đến. [Ấy là] đầu tiên của hiếu thảo."
𨉟𫃚
Mình vóc
Thân thể
𩯀
tóc
tóc
䏧、
da,
da,
𠹾
chịu
nhận
蒸
chưng
POSS
吒媄、
cha mẹ,
cha mẹ,
拯
chẳng
không
敢
dám
dám
涅
nát
nát
害、
hại,
hại,
𧘇
ấy
ấy
𦉼
là
là
孝
hiếu
hiếu thảo
蒸
chưng
POSS
𠓀
trước
đầu tiên
丕。
vậy.
STV
"Thân thể, tóc, da của ta có từ cha mẹ, nên không dám làm tổn thương đến. Ấy là đầu tiên của hiếu thảo."

### Chưng
Chưng (蒸) là một trợ từ cổ tiếng Việt (trong các bản dịch tiếng Việt), thường được dùng để dịch các từ Hán văn như: 夫 (phù), 之 (chi), 於 (ư), 諸 (chư), v.v. Chưng, ban đầu được dùng như đại từ, đã phát triển thêm chức năng do quá trình dịch giải kinh điển Hán văn.
Washizawa đã liệt kê các nghĩa của trợ từ chưng như sau:

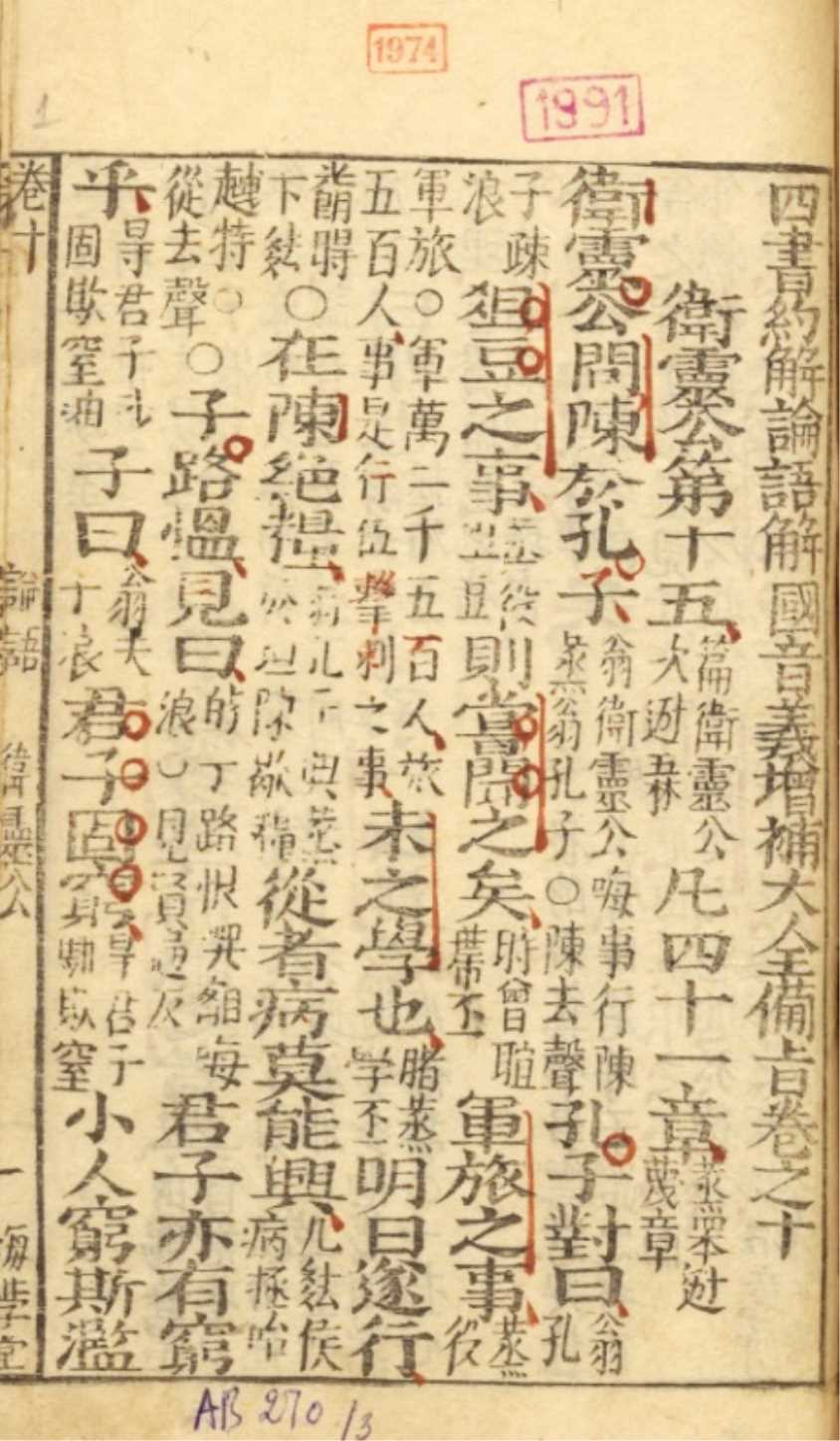
Tứ thư ước giải 四書約解, một bản giải âm của Tứ thư. Chưng được dùng dịch từ phàm 凡 và chi 之.

| Chức năng                  | Tương đương Hán văn |
| -------------------------- | ------------------- |
| Bổ ngữ chủ vị              | chi 之              |
| Giới từ                    | ư 於, vu 于         |
| Trợ từ mở đầu câu          | phù 夫, phàm 凡     |
| Đại từ                     | chi 之              |
| Trợ từ "không mang nghĩa"  | chi 之              |
| Mạo từ xác định (tương tự) | (kỳ 其)             |

#### Bổ ngữ chủ vị
父子
Phụ tử
cha con
之
chi
POSS
綱、
cương
dây,
又
hựu
lại
安在
an tại
ở đâu
哉。
tai
vậy
"Mối quan hệ của cha con, lại ở đây vậy?"
蒸
Chưng
POSS
𦀚
giềng
dây
吒昆、
cha con
cha con
吏
lại
lại
於兠
ở đâu
ở đâu
丕台。
vậy thay
vậy thay
"Giềng mối (quan hệ) của cha con, lại ở đâu vậy?"
Ở đây, cấu trúc Hán văn A 之 B được chuyển thành 蒸 B A (tương tự tiếng Việt hiện đại: B của A – sở hữu cách).

#### Giới từ
得
Đắc
được
國
quốc
nước
恒
hằng
thường
於
ư
PREP
斯
tư
này
"Được nước ở dịp này"
特
Được
được
渃
nước
nước
拱
cũng
cũng
常
thường
thường
於
ở
ở
蒸
chưng
PREP
欺
khi
khi
尼
này
này
意
ấy
ấy
"Được nước cũng thường ở dịp này"

#### Trợ từ mở đầu câu
夫
Phù
PTCL
復
phục
tiếp tục
何
hà
gì
言
ngôn
nói
"Nói năng gì nữa"
蒸
Chưng
PTCL
吏
lại
lại
牢
sao
sao
群
còn
còn
呐
nói
nói
"Lại nữa sao còn nói"
Chữ này dùng cho ngữ khí, cũng có lúc dịch là 'ôi', 'kia', 'này'. Chữ phù 夫 cũng có nghĩa khác như 'cái ấy' hoặc 'vả lại'.

### Thửa
Thửa (所) là một trợ từ cổ tiếng Việt được dùng để dịch các từ Hán văn như: 其 (kỳ), 所 (sở), 厥 (quyết), v.v.
| Chức năng   | Tương đương Hán văn |
| ----------- | ------------------- |
| Chỉ định từ | kỳ 其               |
| Đại từ      | kỳ 其, quyết 厥     |
| Danh hóa từ | sở 所               |
| Nơi         | sở 所, du 攸        |

#### Chỉ định từ
鄭
Trịnh
Trịnh
見
kiến
thấy
其
kỳ
DEM
人
nhân
người
"Trịnh thấy người ấy"
官
Quan
quan lại
太守
Thái thú
Thái thú
体
thấy
thấy
所
thửa
DEM
㝵
người
người
意
ấy
ấy
"Quan lại Thái thú thấy người ấy"
Như chữ 'the reason' trong tiếng Anh. Nghĩa này dùng tương tự chữ cái trong tiếng Việt hiện đại.

#### Đại từ
公
Công
ông
見
kiến
thấy
其
kỳ
3.POSS
言
ngôn
lời
頗
phả
rất
有
hữu
có
理
lý
hợp lý
"Ông [Tông Thốc] thấy lời của ngươi là rất hợp lý"
𤽗
Ngươi
FOC
宗鷟
Tông Thốc
Tông Thốc
体
thấy
thấy
所
thửa
3.POSS
𠅜
lời
lời
呐
nói
nói
𡲤
vả
rất
固
có
có
理
lý
hợp lý
"Tông Thốc thấy lời của ngươi nói là rất hợp lý"
Ví dụ này nói về lời của ngươi.
Thêm một ví dụ từ Kinh Thi sử dụng 厥 quyết:
播
Bá
trồng
厥
quyết
3.POSS
百
bách
trăm
穀
cốc
lúa
"Trồng tất cả trăm lúa của ngươi"
槞
Trồng
trồng
所
thửa
3.POSS
𤾓
trăm
trăm
種
giống
giống
穭
lúa
lúa
"Trồng tất cả trăm thứ giống lúa của ngươi"

#### Danh hóa từ
汝曹
Nhữ tào
Chúng mày
所
sở
NZ
樂、
lạc
vui
吾
ngô
ta
心
tâm
lòng
自
tự
tự
羞。
tu
xấu hổ
"Những điều vui mà chúng mày chìm đắm, lòng ta tự thấy xấu hổ."
衆眉
Chúng mày
Chúng mày
所
thửa
NZ
𢝙、
vui
vui
𢚸
lòng
lòng
些
ta
ta
擬
nghỉ
tự
虎。
hổ
xấu hổ
"Những điều vui mà chúng mày chìm đắm, lòng ta tự thấy xấu hổ."
Nghĩa này dùng tương tự chữ sự hay điều trong tiếng Việt hiện đại. Như 'Những điều vui mà chúng mày chìm đắm.'

#### Nơi
君子
Quân tử
Quân tử
有
hữu
có
攸
du
nơi
往
vãng
đi
"Người quân tử có nơi đi"
㝵
Người
CLF
君子
quân tử
quân tử
固
có
có
所
thửa
nơi
𠫾
đi
đi
"Người quân tử có nơi đi"

### Các dịch thuật của hư từ
Chữ Nôm chưa được tiêu chuẩn hoá thì mấy hư từ ấy có nhiều dạng. Ví dụ chữ sao có thể viết là 牢, 𡫡, 𫳵, v.v.
| Tiếng Việt | Hán văn |
| ---------- | ------- |
| chẳng 拯   | 不 bất  |
| chẳng 拯   | 無 vô   |
| chớ 渚     | 毋 vô   |
| chớ 渚     | 弗 phất |
| mựa 𱐾     | 勿 vật  |
| chăng 庄   | 莫 mạc  |

| Tiếng Việt  | Hán văn  |
| ----------- | -------- |
| mà 麻       | 而 nhi   |
| vả 𡲤       | 且 thả   |
| bèn 卞      | 乃 nãi   |
| cũng 拱     | 亦 diệc  |
| thì/thời 時 | 則 tắc   |
| bằng 朋     | 若 nhược |
| mặc 黙      | 以 dĩ    |

| Tiếng Việt | Hán văn |
| ---------- | ------- |
| chưng 蒸   | 於 ư    |
| bởi 𪽝     | 自 tự   |
| lấy 𥙩     | 以 dĩ   |

| Tiếng Việt | Hán văn |
| ---------- | ------- |
| vậy 丕     | 也 dã   |
| vậy 丕     | 矣 hĩ   |
| ru 𠱋      | 乎 hồ   |
| vậy 丕     | 焉 yên  |
| thay 台    | 哉 tai  |
| ấy 意      | 者 giả  |

| Tiếng Việt     | Hán văn     |
| -------------- | ----------- |
| sao 牢         | 何 hà       |
| ở đâu 於兠     | 安在 an tại |
| sao chưng 牢蒸 | 惡乎 ô hồ   |
| bao nhiêu 包饒 | 幾多 kỉ đa  |

| Tiếng Việt | Hán văn  |
| ---------- | -------- |
| ắt 乙      | 必 tất   |
| hợp 合     | 當 đương |
| khá 可     | 可 khả   |
| hay 咍     | 能 năng  |

## Các văn bản giải âm tiêu biểu
- Chỉ nam ngọc âm giải nghĩa (指南玉音解義): Từ điển song ngữ cổ nhất còn tồn tại, có hai lời tựa bằng cả tiếng Việt và Hán văn.
- Thi kinh giải âm (詩經解音): Bản giải âm Kinh Thi (詩經).
- Thi kinh đại toàn tiết yếu diễn nghĩa (詩經大全節要演義): Bản diễn nghĩa Kinh Thi (詩經).
- Lễ ký đại toàn tiết yếu diễn nghĩa (禮記大全節要演義): Bản diễn nghĩa Lễ Ký (禮記), gồm 4 quyển.
- Dịch kinh đại toàn tiết yếu diễn nghĩa (易經大全節要演義): Bản diễn nghĩa Kinh Dịch (易經), do Phạm Quý Thích (范貴適) biên soạn.
- Đại Việt sử ký tiệp lục tổng tự (大越史記捷綠總序): Tác phẩm Hán văn thời kỳ Tây Sơn tóm tắt lịch sử Đại Việt kèm bình luận bằng tiếng Việt.
- Tứ thư ước giải (四書約解): Bản giải âm Tứ thư (四書).

## Hình ảnh

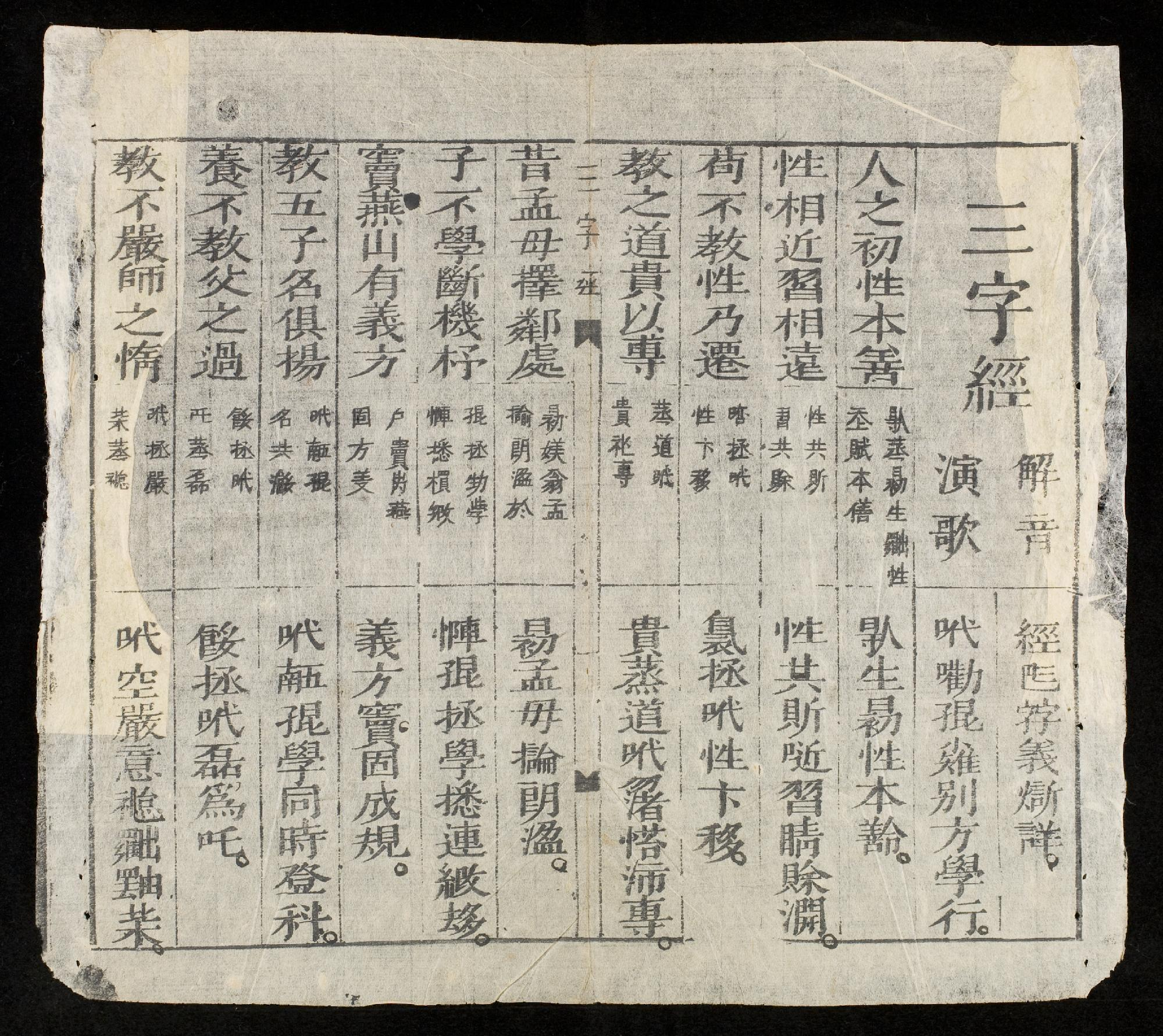
Một trang từ Tam tự kinh giải âm diễn ca (三字經解音演歌) cho thấy nguyên tác Tam Tự Kinh (三字經) đặt cạnh bản dịch giải âm tiếng Việt.
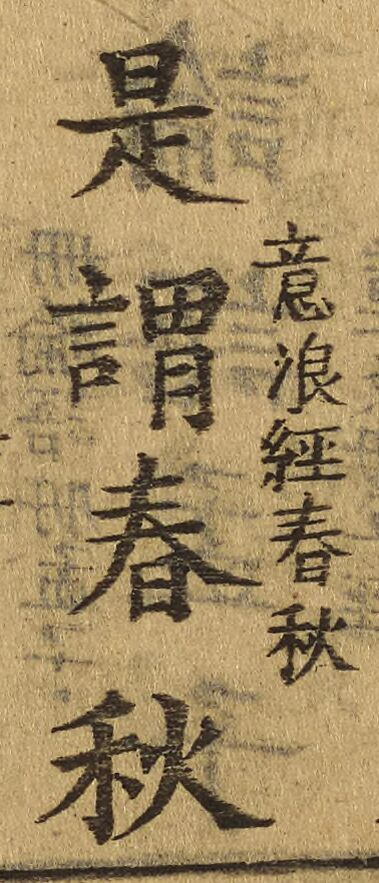
Một câu từ Sơ học vấn tân (初學問津), 是謂春秋 (Thị vị Xuân thu; Ấy được gọi là Kinh Xuân Thu): 意浪經春秋 (Ấy rằng Kinh Xuân Thu).
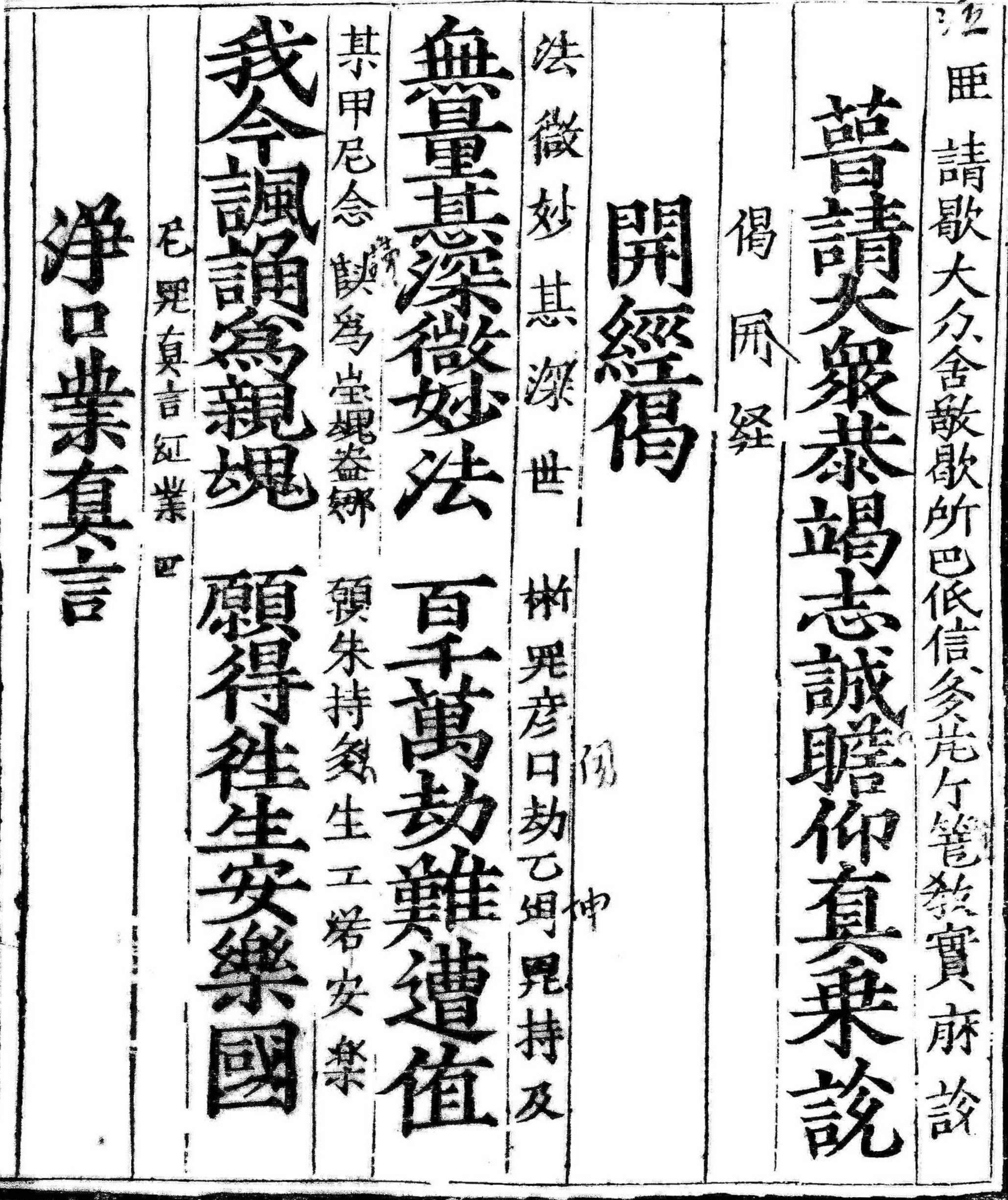
Một trang từ Phật thuyết đại báo phụ mẫu ân trọng kinh (佛說大報父母恩重經) cho thấy văn bản Hán văn đặt cạnh dạng chữ Nôm cổ biểu thị âm đọc tiếng Việt cổ. Một số chữ kép (ký tự kép biểu âm) được dùng để thể hiện các cụm phụ âm kép trong tiếng Việt cổ.
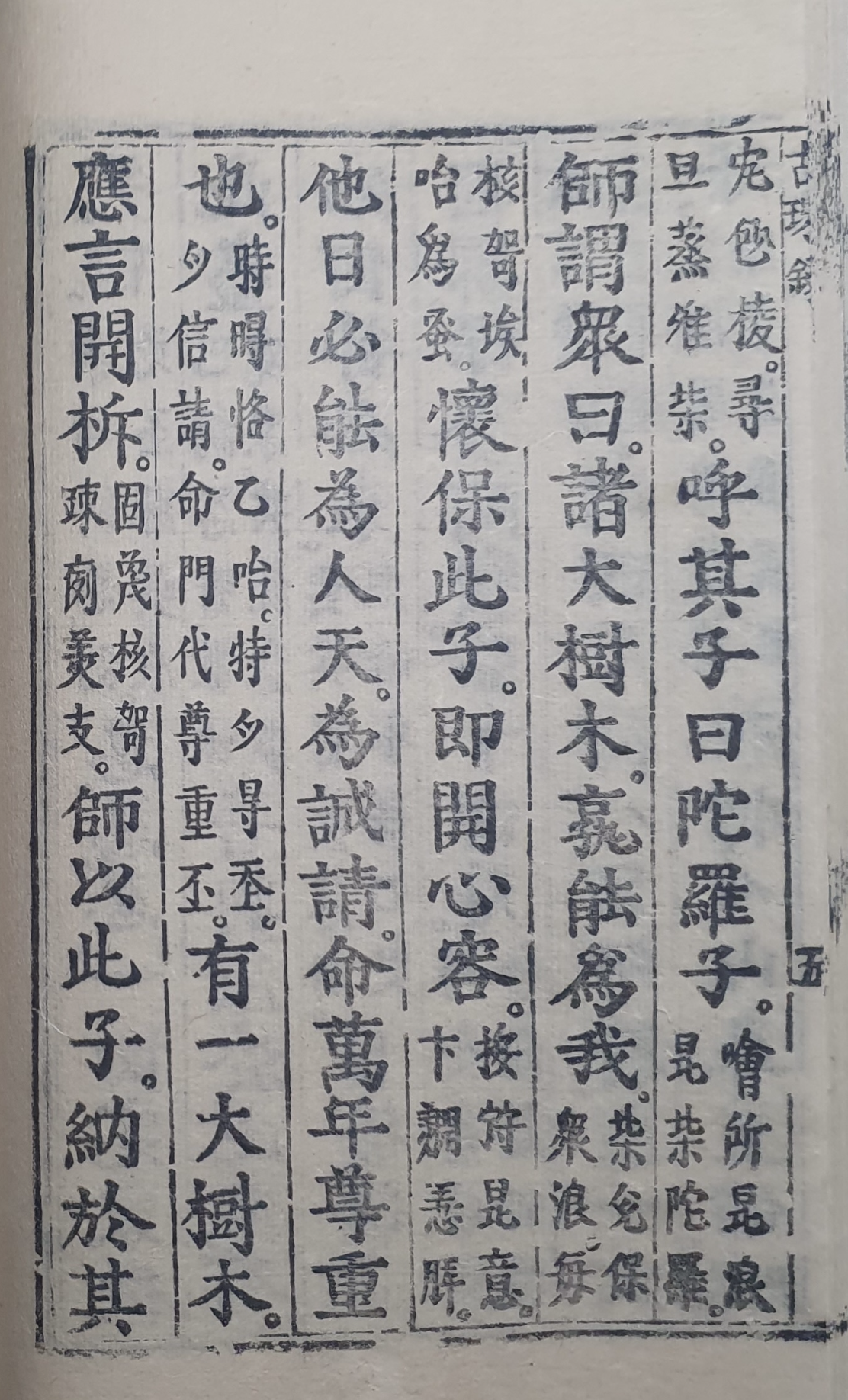
Một trang từ Cổ Châu Pháp Vân Phật bản hạnh ngữ lục 古珠法雲佛本行語錄.
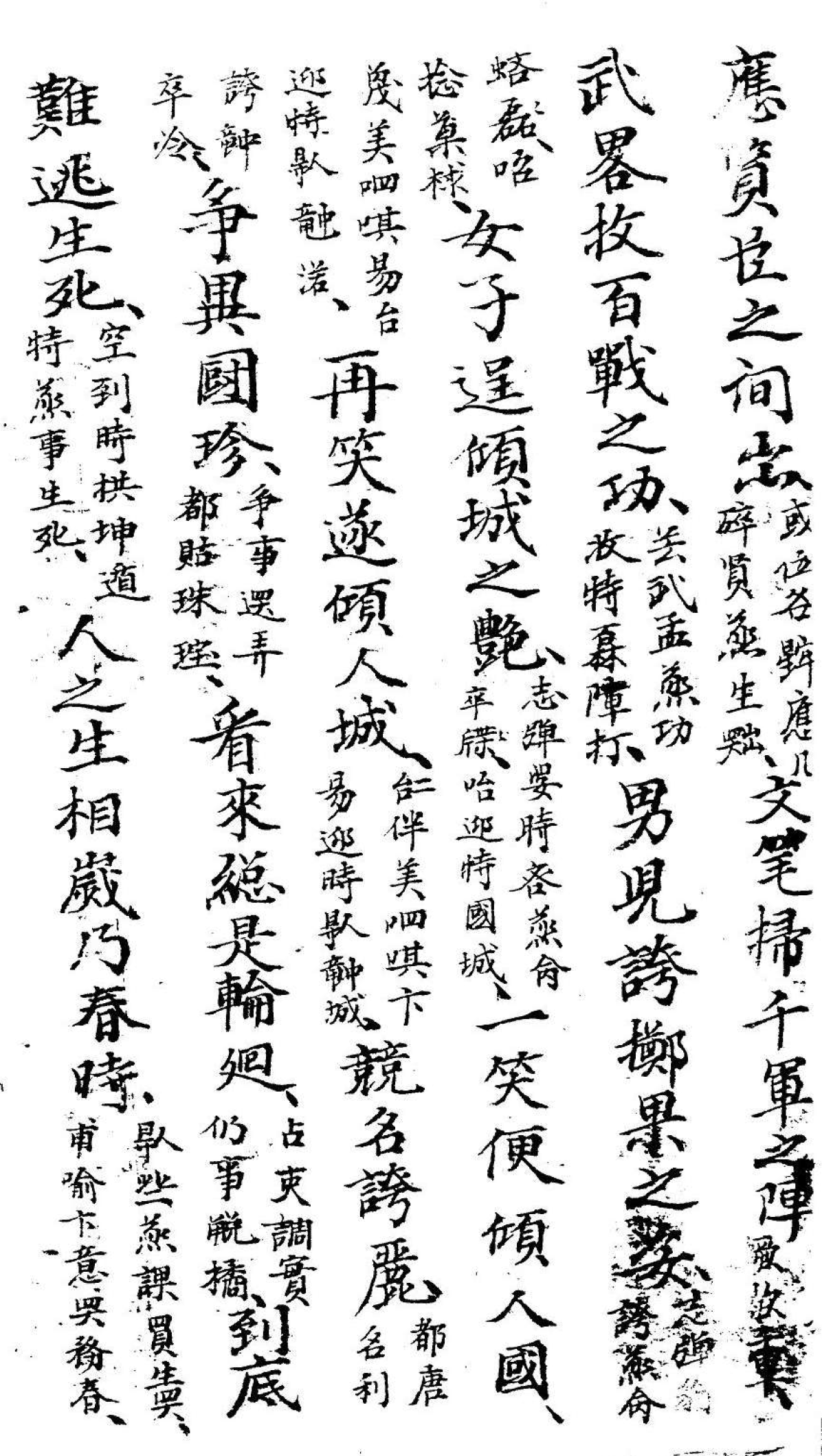
Một trang từ Thái Tông hoàng đế ngự chế Khoá Hư Tập 太宗皇帝御製課虚集.
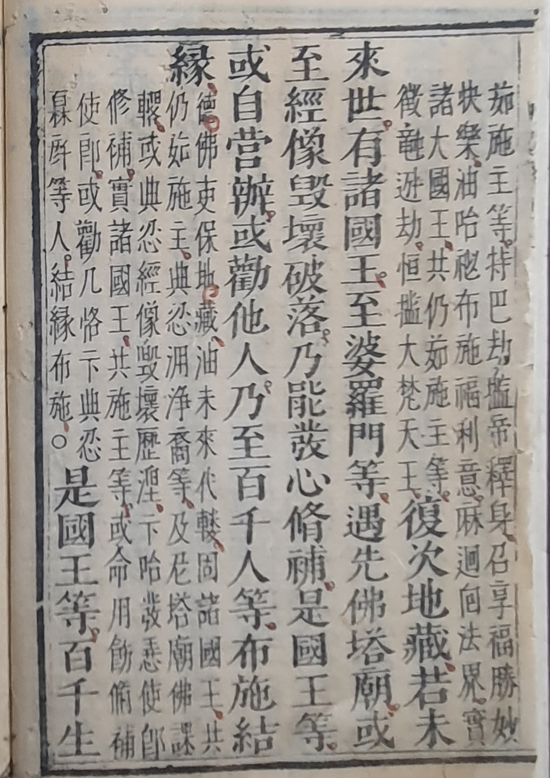
Sách Địa Tạng kinh giải thích Hoa ngôn 地蔵經解釋華言, bản dịch kinh Địa Tạng Bồ tát Bổn Nguyện.